# Kaloula pulchra
Espèce
Synonymes
- Hylaedactylus bivittatus Cantor, 1847
- Callula macrodactyla Boulenger, 1887
- Kaloula pulchra hainana Gressitt, 1938
- Kaloula pulchra macrocephala Bourret, 1942
- Kaloula macrocephala Bourret, 1942

Statut de conservation UICN

 LC  : Préoccupation mineure
Kaloula pulchra (nom vernaculaire : Grenouille peinte de Malaisie) est une espèce d'amphibiens de la famille des Microhylidae.

## Répartition
Cette espèce est présente sur un vaste territoire centré sur le Sud-Est asiatique. Elle se rencontre :
- dans l'est de l'Inde ;
- au Bangladesh ;
- en Birmanie ;
- en Thaïlande ;
- au Cambodge ;
- au Laos ;
- au Viêt Nam ;
- dans le sud-est de la République populaire de Chine ;
- à Hong Kong ;
- à Taïwan ;
- à Macao ;
- en Malaisie péninsulaire et en Malaisie orientale ;
- à Singapour ;
- en Indonésie.

Elle a été également introduite aux Philippines.

## Habitat
La grenouille peinte de Malaisie vit près des habitations.

## Description

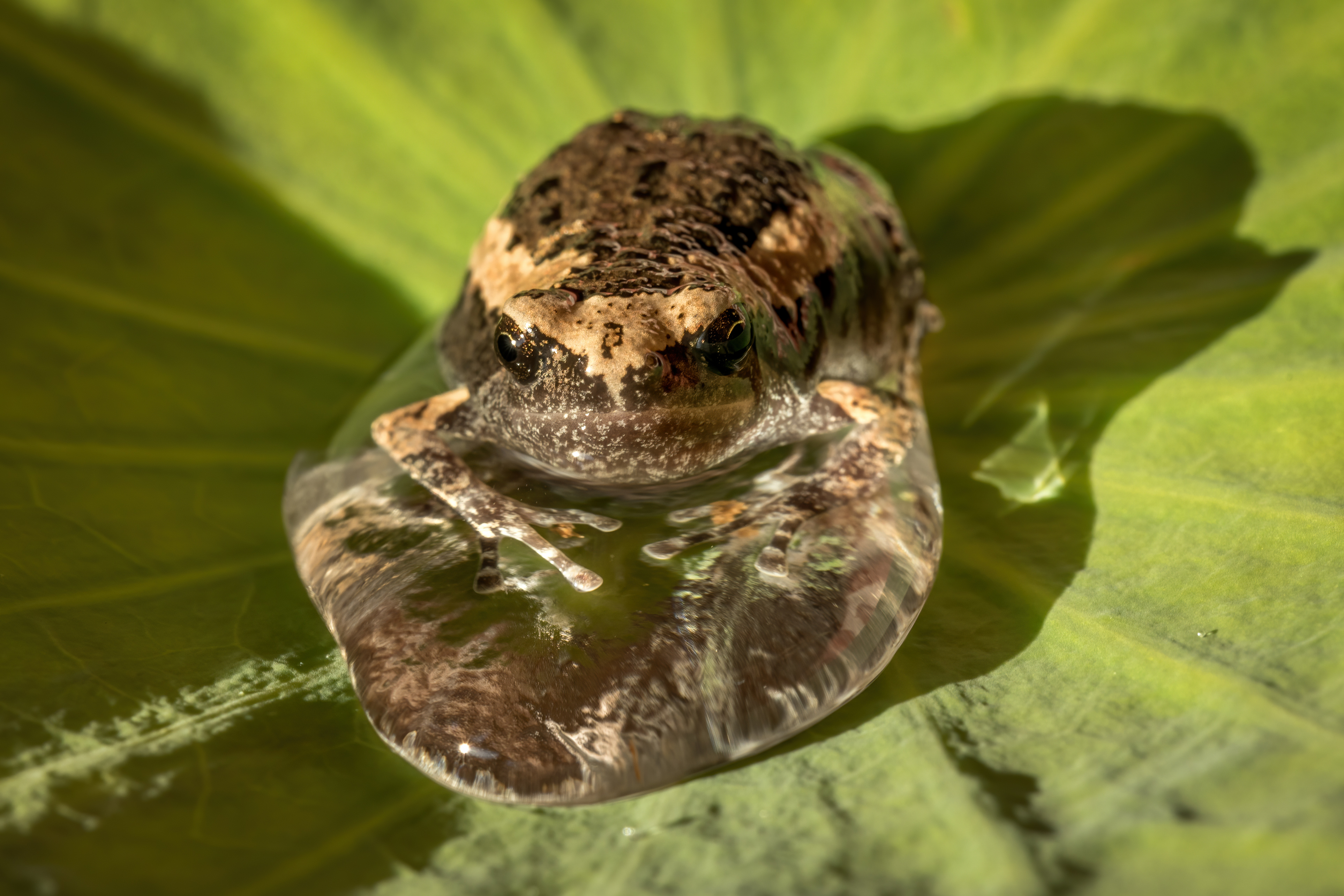
À Don Det (Laos), une jeune Kaloula pulchra dans une goutte d'eau sur une feuille de lotus sacré, dont la surface est superhydrophobe.

Kaloula pulchra a le dos brun foncé avec de chaque côté, une large bande de couleur ocre partant de l'œil jusqu'à l'aine. Le ventre est tacheté de « brun jaunâtre sale ». Les mâles ont la gorge noire.
Sa taille varie de 54 à 70 mm pour les mâles et de 57 à 75 mm pour les femelles. Le corps est trapu, avec une petite tête et un museau court et arrondi.
Cette grenouille se gonfle quand elle est menacée. Elle peut exsuder des sécrétions blanches très collantes pour dissuader les prédateurs. Ces sécrétions ont un goût désagréable, mais ne contiennent pas de niveau détectable de toxines.
Elle a été introduite accidentellement dans plusieurs pays (entre autres Guam), probablement par l'intermédiaire du transport maritime ou aérien et par le commerce d'animaux. Un spécimen a été découvert à l'aéroport de Perth en 2005 (Tyler et Chapman 2007), et un autre a été trouvé dans le fret, sur un quai en Nouvelle-Zélande.

## Publications originales
- (en) Boulenger, 1887 : An account of the reptiles and batrachians obtained in Tenasserim by M. L. Fea of the Genoa Civic Museum. Annali del Museo Civico di Storia Naturale di Genova, sér. 2, vol. 5, p. 474-486 (texte intégral).
- Bourret, 1942 : Les Batraciens de l'Indochine. Hanoï, Institut Océanographique de l'Indochine.
- (en) Cantor, 1847 : Catalogue of reptiles inhabiting the Malayan Peninsula and Islands collected or observed by Theodore Cantor. Journal of the Asiatic Society of Bengal, vol. 16, no 2, p. 1026-1078 (texte intégral).
- (en) Gray, 1831 : Description of two new genera of Frogs discovered by John Reeves, Esq. in China. The Zoological Miscellany, vol. 1, p. 38 (texte intégral).
- (en-US) Gressitt, 1938 : A new burrowing frog and a new lizard from Hainan Island. Proceedings of the Biological Society of Washington, vol. 51, p. 127-130 (texte intégral).